# Columba arquatrix
La paloma ojigualda (Columba arquatrix), también conocida como paloma de ojos amarillos, es una especie de ave columbiforme de la familia Columbidae nativa del este y sur de África hasta Etiopía en el cabo. También hay poblaciones en el oeste de Angola, el suroeste de Arabia Saudita y el norte de Yemen. Es común a escala local, aunque hay brechas importantes en su distribución debido a los requerimientos de su hábitat.

## Descripción
El macho adulto es una paloma de gran tamaño (mide 37 a 42 cm o 15 a 17 pulgadas de longitud) y un pesa 300 a 450 g (11 a 16 oz). Su espalda y alas son de color marrón, con los hombros manchados con manchas blancas. Las partes inferiores son marrones con grandes manchas blancas, y la cabeza es gris con manchas amarillas alrededor de los ojos, y un pico amarillo. El plumaje del cuello, que utiliza en la exhibición reproductiva, tiene franjas marrones y blancas, las plumas inferiores de las alas y bajo la cola son de color gris oscuro, y las patas son de color amarillo.
Las hembras son muy similares, pero un poco más pálidas. Los jóvenes son marrones y grises —que posteriormente cambian a marrón oscuro—, las partes desnudas tienen unas franjas pálidas de color amarillo verdoso, y las plumas de las alas tienen flecos pálidos. En vuelo, esta paloma se ve muy oscura, y es muy rápida, con los aleteos regulares y un fuerte chasquido ocasional de las alas, que son características de las palomas en general. El llamado es un ruidoso «coo coo».

## Hábitat
Esta es una especie de bosques frondosos, frescos y húmedos, por encima de 1400 m de altitud, aunque también aparece localmente en altitudes tan bajas como 700 m. También habita fynbos montañosos, de vegetación secundaria y claros, y se alimentan en las tierras agrícolas cuando no son perseguidos.

## Comportamiento

### Reproducción
La paloma ojigualda construye un gran nido con ramas a unos 15 m de altura en un árbol y coloca uno (raramente dos) huevos blancos. Los huevos se incuban durante 17 a 20 días hasta la eclosión, y los polluelos abandonan el nido en otros 20 días.
El macho tiene un ritual de exhibición que consta de movimientos amplios con las alas, y un vuelo de exhibición que consiste en una subida, revoloteo, y un lento deslizamiento hacia abajo.

### Alimentación
La especie se alimenta de frutas y bayas, que recoge principalmente en el dosel arbóreo, pero también desciende por la fruta caída y atrapa algunos insectos y orugas. En el sur de su área de distribución, es favorecido por el fruto de una planta altamente invasiva, Solanum mauritianum. Las aves vuelan distancias considerables desde sus refugios a las áreas de alimentación, y las aves jóvenes o no reproductivas forman bandadas.

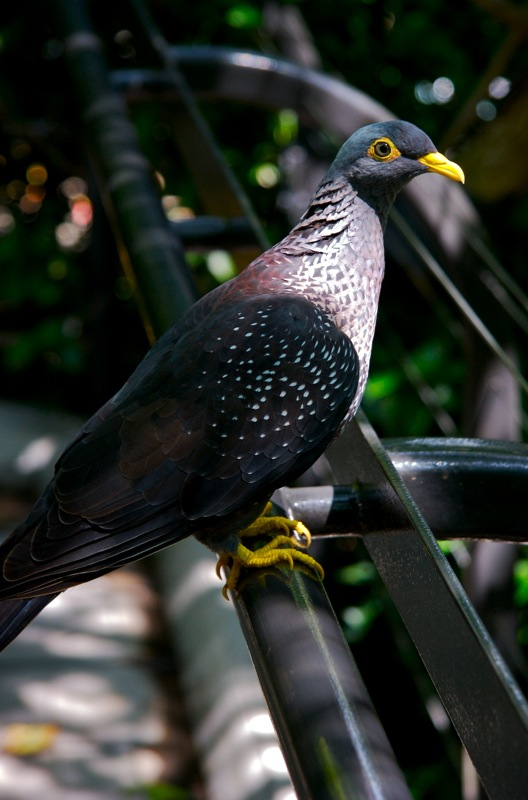
Ejemplar en el Zoológico de San Diego (de perfil).
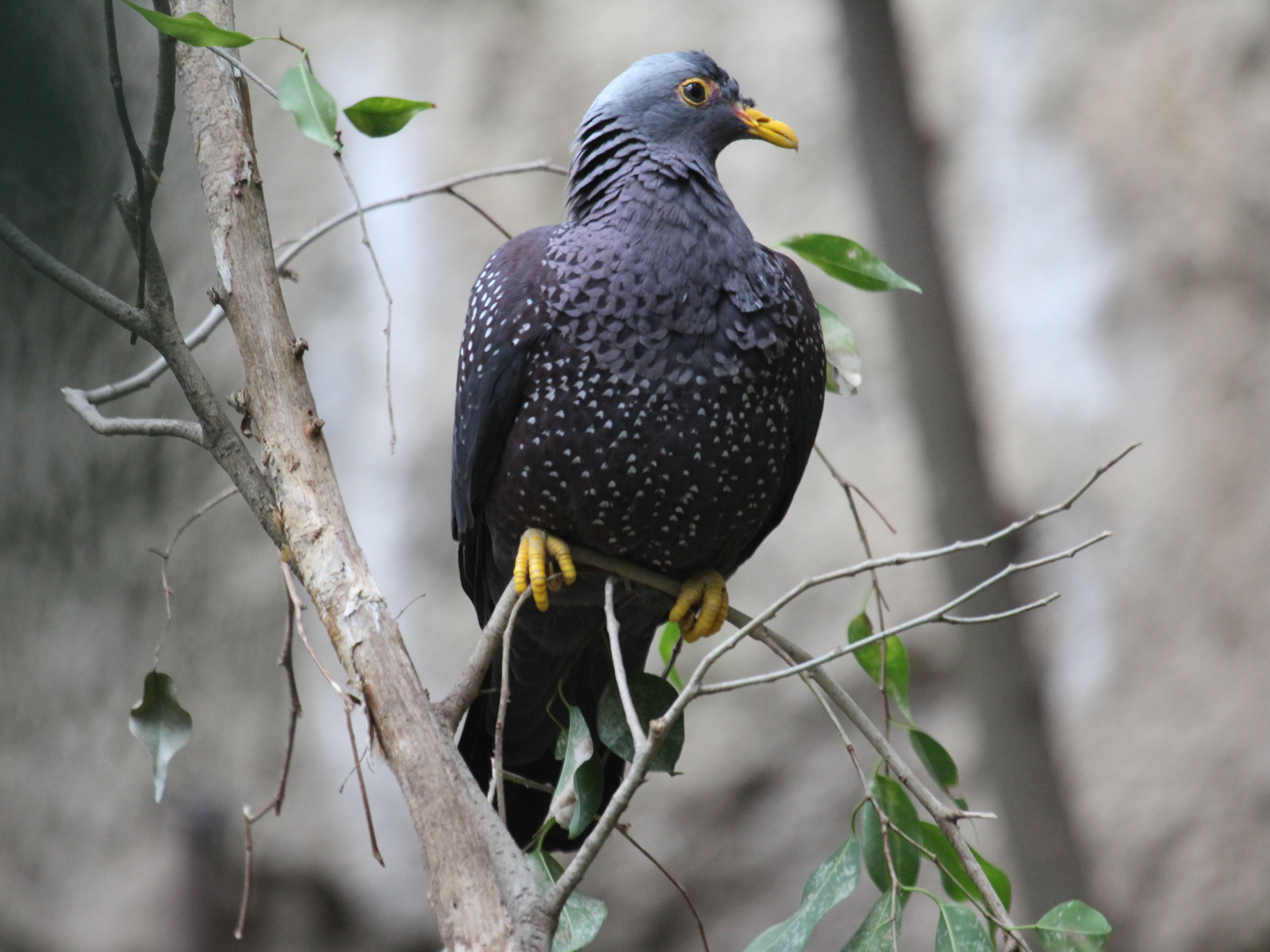
Ejemplar en el Zoológico de San Diego (de espalda).
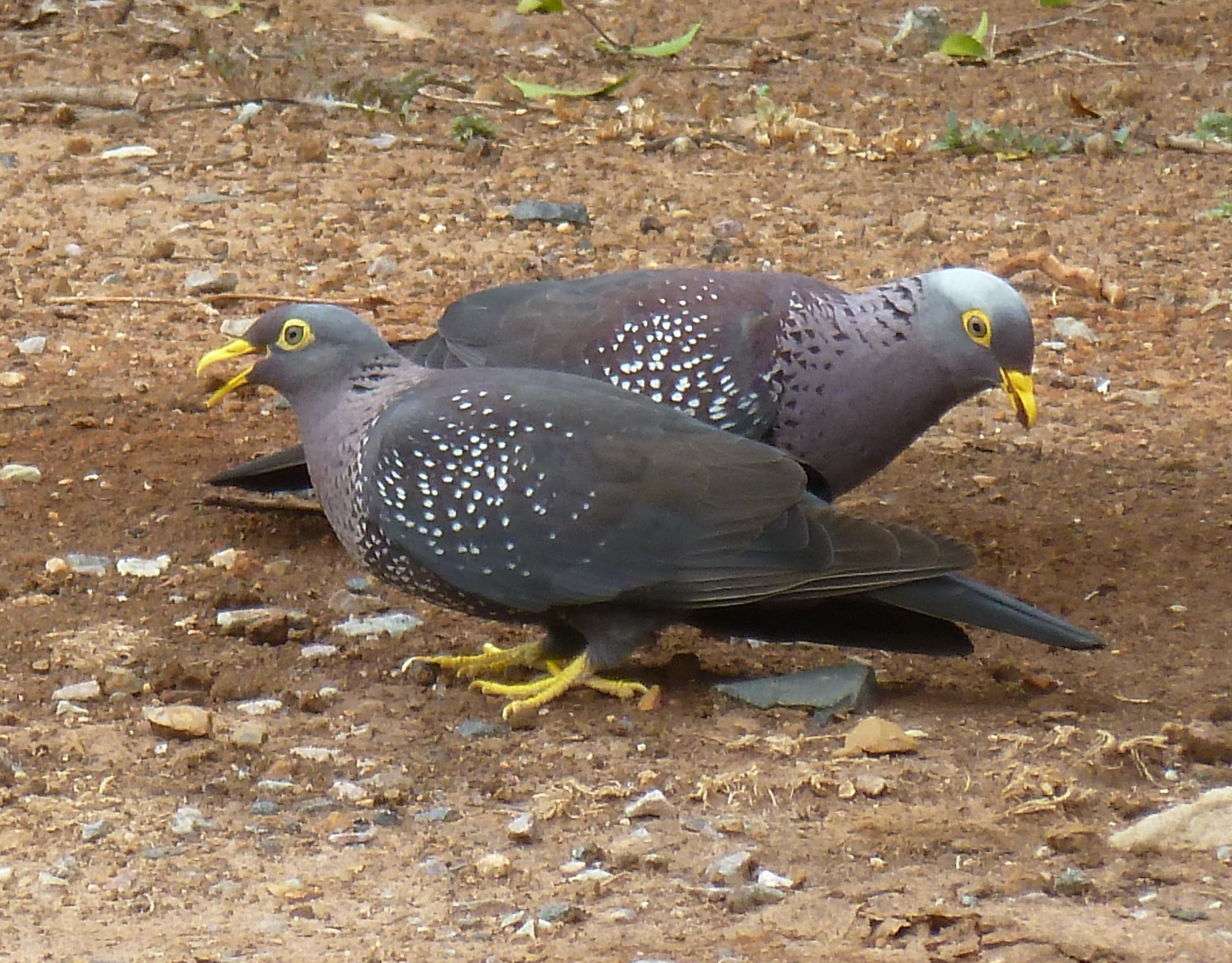
En una colpa.
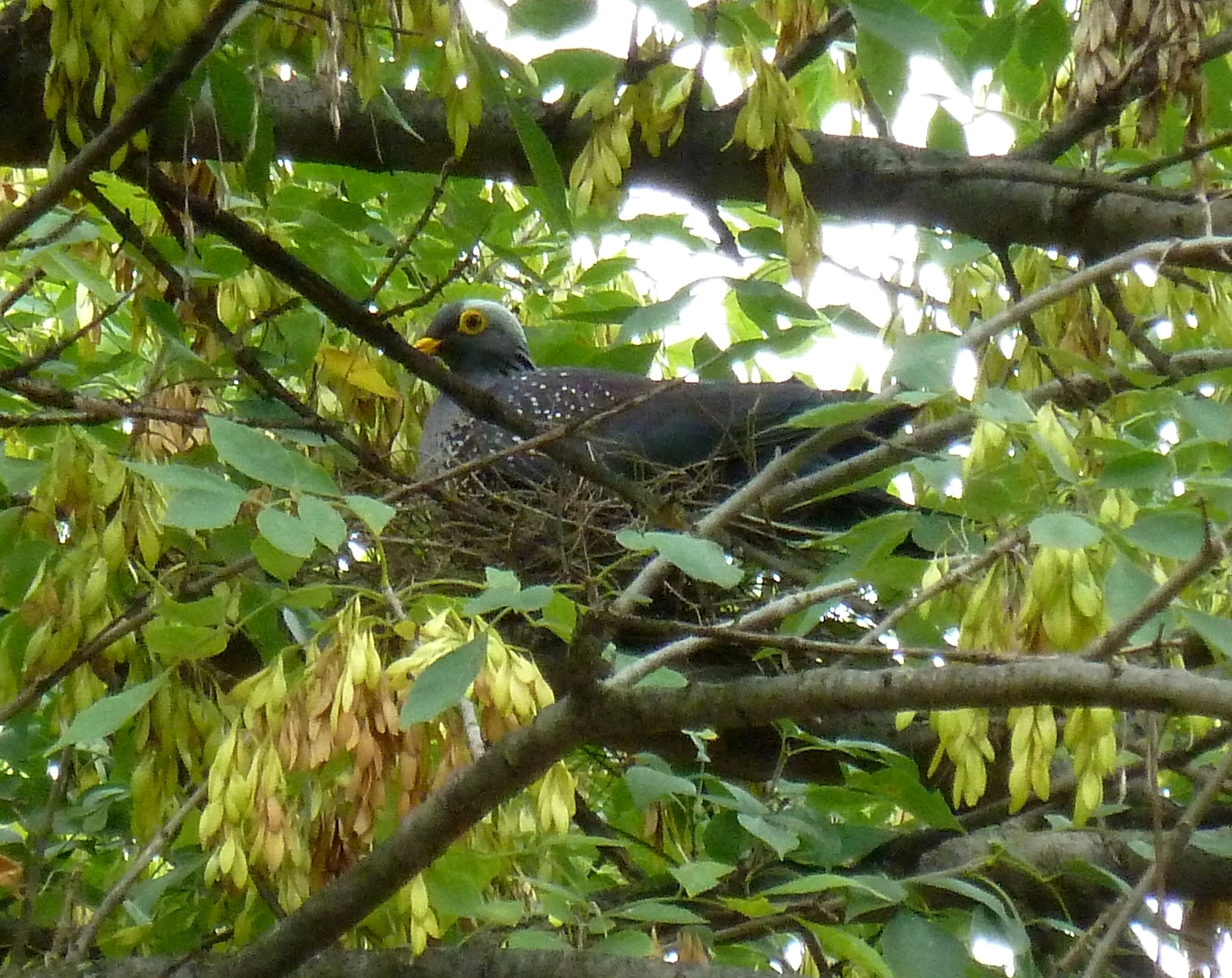
En su nido.